# Tian Zizhong
Tian Zizhong (* 15. Dezember 1992) ist ein chinesischer Leichtathlet, der sich auf das Kugelstoßen spezialisiert hat.

## Sportliche Laufbahn
Erste internationale Erfahrungen sammelte Tian Zizhong im Jahr 2015, als er bei den Asienmeisterschaften in Wuhan mit einer Weite von 19,25 m die Bronzemedaille hinter dem Inder Inderjeet Singh und Chang Ming-huang aus Taiwan gewann. Im Jahr darauf gewann er bei den Hallenasienmeisterschaften in Doha mit 19,88 m die Silbermedaille hinter seinem Landsmann Liu Yang und 2017 wurde er bei den Asian Indoor & Martial Arts Games in Aşgabat mit 18,42 m Sechster. 2019 gelangte er bei den Militärweltspielen in Wuhan mit 18,93 m auf den zehnten Platz und 2023 belegte er bei den Asienmeisterschaften in Bangkok mit 19,10 m den vierten Platz.
In den Jahren 2017 und von 2019 bis 2021 wurde Tian chinesischer Meister im Kugelstoßen.

## Persönliche Bestleistungen
- Kugelstoßen: 20,35 m, 23. September 2021 in Xi’an
  - Kugelstoßen (Halle): 19,37 m, 18. März 2021 in Jinan
- Diskuswurf: 61,12 m, 13. April 2023 in Long Beach